# Baba O'Riley
Baba O'Riley è un brano musicale scritto da Pete Townshend, traccia di apertura del quinto album degli Who, Who's Next, del 1971. Doveva essere inserita nell'opera rock Lifehouse che non è mai stata terminata, e quindi è stata inclusa in quest'album. È anche nota informalmente come "Teenage Wasteland".  Il titolo della canzone non è collegato con il testo ma è un riferimento ai personaggi che ne hanno ispirato il testo e la musica: il testo, riferito alla vita e alla filosofia di Meher Baba, e la musica, forma di minimalismo il cui stile ricorda molto i brani di Terry Riley. È la n. 340 nella lista delle 500 migliori canzoni secondo Rolling Stone. Venne pubblicato come singolo insieme a "My Wife" in diversi Paesi europei, ma non nel Regno Unito. Malgrado questo, resta una delle canzoni più famose della band, e un classico nelle radio rock.

## Struttura musicale
Il brano ha una struttura un po' insolita rispetto al suo genere, in quanto non mantiene una ripetizione costante strofa-ritornello e non sono ben identificabili strofe e ritornelli, poiché hanno struttura molto simile. È però approssimativamente riassumibile così: è formato da una lunga introduzione iniziale, una strofa, un interludio, un'altra strofa, un breve assolo di chitarra, il ritornello e poi un assolo di viola.
Il brano si apre con quella che sembra una sequenza di sintetizzatore (in realtà Pete Townshend utilizzò un effetto del suo organo Lowrey chiamato "Marimba Repeat") alla cui base stanno la prima, la quinta e l'ottava seguente, rispettivamente Fa, Do e il Fa nella scala successiva. Dalla terza battuta l'arpeggio diventa una forma di assolo che continuerà di sottofondo per tutta la canzone, anche se alla base rimangono quelle tre note. Al minuto 0.32 si introduce il pianoforte, che recita gli accordi che saranno il tema principale del brano: un Fa lungo 3/4, un Do che completa la battuta con il quarto rimanente, e un Sib di 4/4.
Dopo 8 battute (4 ripetizioni della serie di accordi) si inserisce la batteria, con un groove abbastanza semplice (anche se poi durante la canzone verranno utilizzati parecchi fill), formato da un colpo di grancassa al primo quarto, uno sul rullante al secondo quarto, al terzo la grancassa è raddoppiata e al quarto nuovamente il rullante, ostinato suonato su crash; i cambi di accordo (sul 4° quarto e sul 1° della battuta seguente) sono sottolineati sempre con crash, suonati con dinamiche più forti.
Passano altre 8 battute e si introducono insieme basso (la cui parte sono i soliti tre accordi) e una voce squillante su toni medio-alti. Dopo 16 battute, si introduce la chitarra, che segna la fine della strofa cantata e che prosegue sullo stesso tema dei tre accordi, suonati in powerchord, per 10 battute, alla fine delle quali tutti gli strumenti suonano un lungo do che sfuma e che lascia spazio alla sola voce con la base di organo, il che si può definire un Interludio, e che dopo 8 battute lascia nuovamente spazio a un'altra strofa, al termine della quale trova spazio un assolo di chitarra che introduce e prosegue durante il "ritornello", che ha però una struttura molto simile, se non per la parte vocale, alla strofa.
La voce si ferma qui, mentre gli strumenti continuano con un assolo di chitarra e poi di viola, durante il quale il brano cambia radicalmente struttura spostandosi su un ritmo Klezmer (è stato il batterista Keith Moon a proporne l'utilizzo in quest'ultima parte). Il brano si conclude con un progressivo aumento di velocità, fino a finire d'improvviso.

## Il testo
(The Who, Baba O'Riley)
Pete Townshend scrisse Baba O'Riley come parte di un'opera rock chiamata Lifehouse che non ha mai completato. Voleva prendere le idee del guru spirituale indiano Meher Baba e in qualche modo tradurle in musica - in particolare, il tipo di suoni ripetitivi, modali prodotti dal compositore minimalista Terry Riley. Il brano è stato così chiamato Baba O'Riley, in omaggio ai suoi idoli.
Il testo, forse tra i primi del periodo a trattare problematiche giovanili, parla di un ragazzo che si è "dovuto fare da sé", che ha dovuto lavorare per vivere e che "non ha bisogno di lottare per provare che ha ragione, né di essere perdonato". Alla fine questo ragazzo, insieme a Sally (che probabilmente è la sua ragazza) viaggerà per raggiungere "the happy ones", ovvero coloro che sono felici.

## Formazione
- Pete Townshend: Chitarra, organo Lowrey, Piano, Piano elettrico e Voce nell'interludio
- Roger Daltrey: Voce
- John Entwistle: Basso
- Keith Moon: Batteria
- Dave Arbus: Violino

## Cover
Questa canzone è stata oggetto di cover da parte di molti gruppi e cantanti:
- The Slip
- Blue Man Group (in The Complex Rock Tour Live DVD e nel tour "How to be a Megastar 2.0")
- Guided by Voices
- Grateful Dead
- Ils (2006)
- Umphrey's McGee
- Psychedelic Deja Vu
- Marah
- Blink
- Pearl Jam (soprattutto nei loro live)
- Dread Zeppelin
- Dropkick Murphys
- Mr. Big
- Racer X
- The Picketts
- Waco Brothers
- Jordis Unga (nello spettacolo televisivo di ricerca di talenti Rock Star INXS)
- Dana Andrew (nello spettacolo televisivo di ricerca di talenti Rock Star: Supernova)
- Ryan Star (nello spettacolo televisivo di ricerca di talenti Rock Star: Supernova)
- Nirvana (Outcesticide Bootleg Series)
- They Might Be Giants
- Deluxe
- Starbelly
- The Flaming Lips
- Those Darn Accordions nell'album No Strings Attached, con la sequenza iniziale replicata
- Lt. Dan Band in uno dei concerti USO.
- You Am I coi Wolfmother al Falls Festival, Lorne, 2006/07.
- 33RPM
- The Amazing Journey (Mike Portnoy Cover Band)
- Architecture In Helsinki (hanno utilizzato il riff di Baba O'Riley nella canzone Maybe you can owe me inclusa nel loro album In Case We Die)
- Elio e le Storie Tese
- The Gaslight Anthem
- Green Day
- Peanuts’ Blow
- Louis Tomlinson (nella versione live della sua canzone Where Do Broken Hearts Go[7], scritta con gli One Direction ma utilizzata spesso nei suoi concerti da solista, ha aggiunto prima dell'ultimo ritornello la famosa strofa: Don't cry/ Don't raise your eyes/ It's only teenage wasteland lasciando sorpresi molti dei suoi fan)

## Diffusione mediatica
La canzone è stata usata in svarialti film e telefilm, i più conosciuti dei quali sono:
- CSI: New York, sigla iniziale della serie televisiva; dalla terza stagione il brano è stato sostituito da un remix della canzone;
- Dawson's Creek;
- Dr. House - Medical Division, episodio Sotterfugi (Control). Nella scena il cinico dottore ascolta questa canzone nel suo studio a tutto volume, fingendo di suonare le tastiere, mentre entra il nuovo direttore dell'ospedale;
- A proposito di Brian, nella prima puntata del telefilm viene riproposta una scena simile a quella di Dr. House;
- Life on Mars, nella prima puntata della prima stagione della serie TV britannica; Life on Mars U.S.A, nella prima puntata della prima e unica stagione trasmessa dal network ABC;
- One Tree Hill, nella tredicesima puntata della quarta stagione, intitolata Una lezione particolare;
- The Newsroom, nella decima puntata della prima stagione della serie TV statunitense, dal titolo The Greater Fool;
- La ragazza della porta accanto, nella scena finale del film;
- Summer of Sam di Spike Lee;
- Da zero a dieci di Luciano Ligabue;
- Febbre a 90° (Fever Pitch) di David Evans;
- A Bug's Life, nel trailer del film d'animazione;
- Senza freni, all'inizio e nella scena finale del film;
- Sense8, in diversi episodi della serie il padre della protagonista Riley (chiamata così in onore della canzone) le suona una cover acustica con un ukulele.
- I Griffin: Peter la canta in un karaoke portatile mentre parla con Lois.
- Teenage Wasteland è anche il titolo di un episodio della quinta stagione di Dexter.

Inoltre è stata usata anche come accompagnamento nelle immagini di apertura del documentario realizzato negli Stati Uniti per l'addio dal servizio attivo del Grumman F-14 Tomcat e il 12 agosto 2012 è stata cantata dal gruppo alla Cerimonia di chiusura dei Giochi della XXX Olimpiade insieme a See Me, Feel Me e My Generation.
In Italia dalla stagione 2015-2016 è utilizzata come sigla di apertura de "La Domenica Sportiva", in onda su Rai 2. Il primo anno nella versione strumentale originale,  mentre a partire dalla stagione 2016-2017 ne viene usata una versione parzialmente riarrangiata.

## Sospetto di plagio
Nell'agosto 2013 un passa parola nato sui social network insinuava che la canzone Best Song Ever del gruppo inglese One Direction fosse un plagio di Baba O'Riley. Pete Townshend ha però assicurato che gli Who non avrebbero intentato causa.